# منطقه موگیلف
منطقه موگیلف (به لاتین: Mogilev Region) یکی از منطقه‌های بلاروس است.

## خصوصیات
منطقه موگیلف ۲۹٬۰۷۹٬۰۱ کیلومترمربع مساحت و ۱٬۰۸۸٬۱۰۰ نفر جمعیت دارد.